# Festuca markgrafiae
Festuca markgrafiae är en gräsart som beskrevs av Jan Frederik Veldkamp. Festuca markgrafiae ingår i släktet svinglar, och familjen gräs. Inga underarter finns listade i Catalogue of Life.